# Johann Carl Rothe
Johann Carl Rothe (* 4. April 1771 in Danzig; † 27. August 1853 ebenda) war ein deutscher Verwaltungsjurist und Regierungspräsident in Danzig.

## Leben
Rothe studierte ab 1792 Rechtswissenschaften an der Universität Königsberg und trat 1796 nach der ersten Prüfung eine Stelle als Auskultator beim Stadtgericht in Danzig an. Nach Ablegung der zweiten Prüfung wurde er 1797 Referendar bei der Regierung in Marienwerder, später zugleich Justizbürgermeister von Marienwerder. Im März 1798 legte er die große juristische Staatsprüfung ab. Am 3. Juli 1798 wurde er zum Kammerdeputationsrat und Justitiar bei der Kammerdeputation in Bromberg ernannt. Ab Dezember 1801 war er gleichzeitig Justitiar beim Bromberger Kanal. Im März 1806 wurde er erster Kammerjustitiar in Marienwerder. Im August 1809 wurde er zweiter Regierungsdirektor in Marienwerder. Wohl mit der Reorganisation der Behörde 1816 wurde er zum Regierungsvizepräsidenten befördert und Leiter der inneren Verwaltung. Nach dem Weggang von Theodor Gottlieb von Hippel war er 1823 bis 1825 kommissarischer Regierungspräsident in Marienwerder. 1825 wurde er zum Regierungspräsidenten in Danzig ernannt. Dieses Amt hatte er bis 1840 inne.

## Auszeichnungen
1841 wurde Rothe zum Ehrenbürger der Stadt Danzig ernannt.